# اکولایزر ۲
اکولایزر ۲ (به انگلیسی: The Equalizer 2) یک فیلم انتقام‌جویانه و اکشن آمریکایی به کارگردانی آنتونی فوکا و نوشته شده توسط ریچارد ونک است. این فیلم دنبالهٔ فیلمی به همین نام «برابرساز» در سال ۲۰۱۴ است. از بازیگران فیلم می‌توان به دنزل واشنگتن، اشتون ساندرس، پدرو پاسکال، ملیسا لیو و بیل پولمن اشاره کرد. این فیلم در تاریخ ۳ اوت سال ۲۰۱۸ توسط کمپانی سونی پیکچرز عرضه شد. همچنین اکولایزر ۳ در سال ۲۰۲۳ منتشر شد. 
این فیلم نقدهای متفاوتی دریافت کرد، با منتقدانی که عملکرد واشنگتن و سکانس‌های اکشن فیلم را تحسین کردند، اما از سرعت و تعداد داستان‌های فرعی انتقاد کردند. با این وجود، این فیلم یک موفقیت تجاری بود و با بودجه تولید ۶۲ میلیون دلاری، ۱۹۰ میلیون دلار در سراسر جهان فروخت.

## بازیگران
- دنزل واشنگتن در نقش رابرت مک کال[۴]
- اشتون ساندرس در نقش مایلز ویتاکر[۵]
- پدرو پاسکال در نقش دیو یورک[۶]
- ملیسا لیو در نقش سوزان پالمر[۷]
- بیل پولمن در نقش برایان پالمر[۷]
- اورسن بین در نقش سام روبنشتاین
- جاناتان اسکارف در نقش رزنیک
- سکینه جعفری در نقش فاطیما
- کازی توگیناس در نقش آری
- گرت گلدن در نقش کواچ
- تامارا هیکی در نقش گریس برایلیک
- ریس کوت در نقش دختر گریس
- آدام کارست به عنوان همسر سابق ترک گریس

## داستان

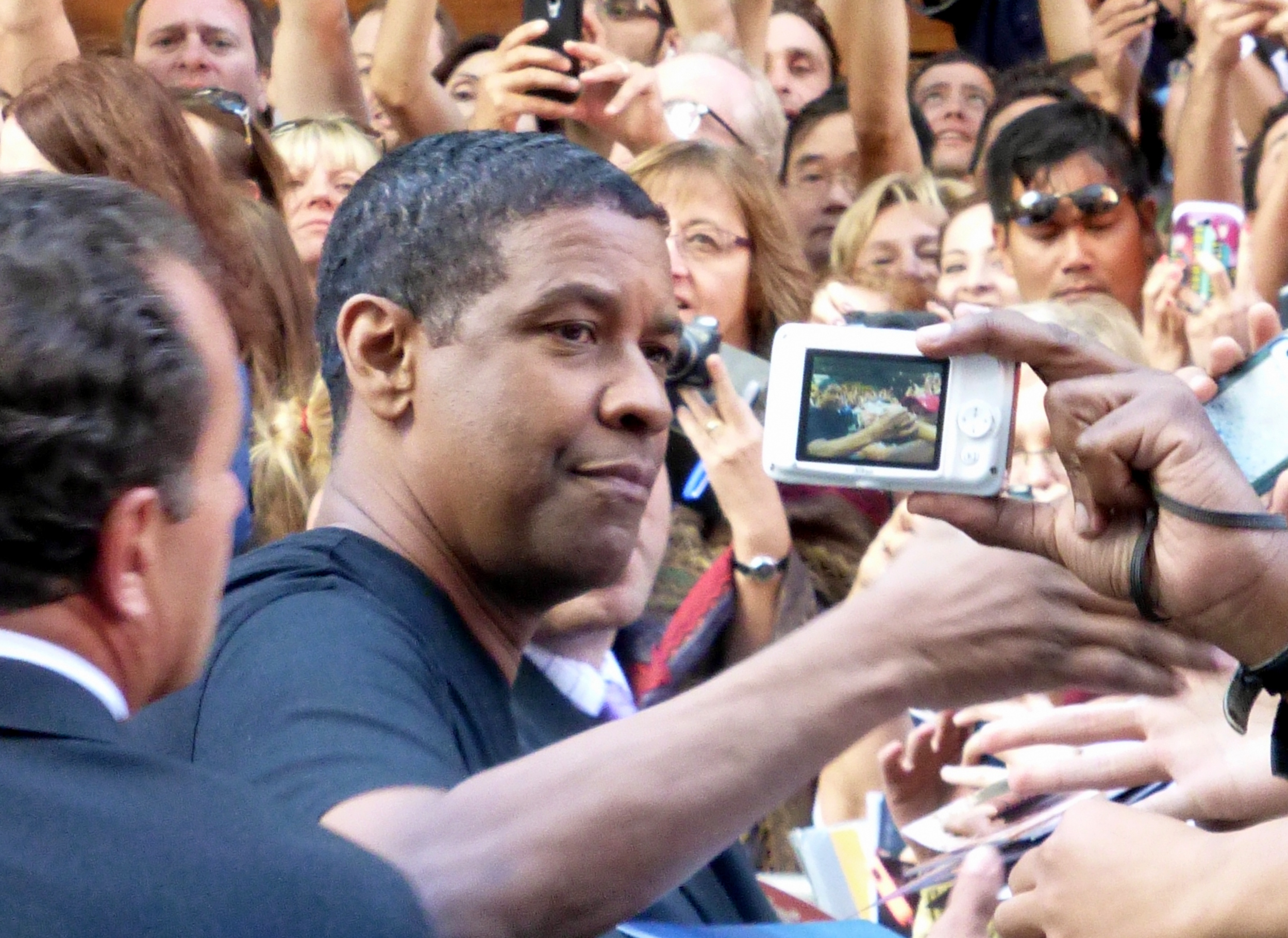
دنزل واشنگتن که نقش اصلی فیلم را بازی می کند

اکولایزر ۲ ادامهٔ قسمت اول این فیلم است. این فیلم به کارگردانی آنتوان فوکا و به نویسندگی ریچارد ونک می‌باشد. رابرت مک کول با بازی «دنزل واشینگتن» برای گروهی مصمم خدمت می‌کند و سعی دارد تا عدالت را برای مظلومان اجرا کند. اما اتفاقی باعث می‌شود که به دنبال انتقام برود و …
در ادامه قسمت اول، «رابرت مک‌کال» (دنزل واشینگتن) که در اجرای عدالت چه برای ثروتمندان و چه برای مظلومان هیچ ترسی از خود نشان نمی‌دهد، اینبار با کسی طرف است که حاضر به دادن زندگی‌اش را برای اوست…